# NK Cim
NK Cim je hrvatski nogometni klub iz mostarskog naselja Cima, Bosna i Hercegovina.

## Osnovni podatci
Boja domaćeg dresa je bijela, a boja gostujućeg dresa je plava. Sjedište kluba je Cim b.b. Klub ima selekcije seniora, pionira i predpionira.

## Povijest
Klub je osnovan 1980. godine. U sezoni 2015./16. osvojili su 1. županijsku ligu HNŽ. Dvije sljedeće sezone nastupali su u Drugoj ligi FBiH – Jug, a pred početak sezone 2018./19. odustaju od natjecanja zbog financijskih problema. Trenutačno se natječu u 1. županijskoj ligi HNŽ.

## Pregled plasmana po sezonama
| Sezona    | Rang | Liga                   | Plasman | Izvori |
| --------- | ---- | ---------------------- | ------- | ------ |
| 2016./17. | III. | Druga liga FBiH – Jug  | 11.     | [ 3 ]  |
| 2017./18. | III. | Druga liga FBiH – Jug  | 12. ↓   | [ 4 ]  |
| 2018./19. | IV.  | 1. županijska liga HNŽ | 7.      | [ 5 ]  |
| 2019./20. | IV.  | 1. županijska liga HNŽ | 5.      | [ 6 ]  |
| 2020./21. | IV.  | 1. županijska liga HNŽ | 6.      | [ 7 ]  |
| 2021./22. | IV.  | 1. županijska liga HNŽ | 5.      | [ 8 ]  |
| 2022./23. | IV.  | 1. županijska liga HNŽ | 9.      | [ 9 ]  |
| 2023./24. | IV.  | 1. županijska liga HNŽ | 9.      | [ 10 ] |
| 2024./25. | IV.  | 1. županijska liga HNŽ | –       |        |